# 湘乡云门寺
湘乡云门寺，位於湖南湘乡城内，是湖南名寺，湘乡古迹。
始建于公元1050年，历经宋，元，明修葺，现存建筑为清道光年间重修。由前殿、大雄殿、观音阁等三部分组成，自南而北排列在一条中轴线上。
寺匾额上书写繁体“云门寺”。寺内有千手千眼观世音佛像，高约十余米，木质鎏金。另外汉白玉雕十八罗汉。
云门寺地处湘乡市中心，至今香火旺盛。